# 周滌 (弘治進士)
周涤（1465年—？），字进之，直隶苏州府常熟縣人，民籍，明朝政治人物。周木從兄。

## 生平
應天府鄉試第四十六名舉人。弘治十二年（1499年）中式己未科會試第二百六十六名，二甲第四十八名進士。授刑部主事，虑囚淮南，审决明允。遷员外郎，官刑部云南司郎中，持法颇峻，部中掾吏，常被斥骂。歲末時刑部將收缴的赃物發卖，周涤家人在市场上买到二匹绢，正德四年（1509年）二月刑部云南司吏董逊之控告本司郎中周涤、员外郎虞岳、主事嚴承範、章文韬盗易赃物，东厂以闻。周涤等俱除名，升逊之为本部司务。劉瑾死，下诏起复原职，以年老推辞。

## 家族
曾祖周信卿；祖周季清；父周瑄，承事郎。母邵氏，继母赵氏。慈侍下。兄周源、周澍（封吏部郎中）、周匯（贈府同知）、周洽、周灌、周汰、周浒。弟周澣、周浙。兄周源，字尚本，曾挖腿肉为母作药。從兄周匯，字行之，与桑瑾兄弟为诗友，著有《漱石稿》。匯子楷，字民則，官袁州府同知。楷子周懋，登進士，授定海令，有吏能，分校浙江鄉試，卒。